# Konstantin Umanski

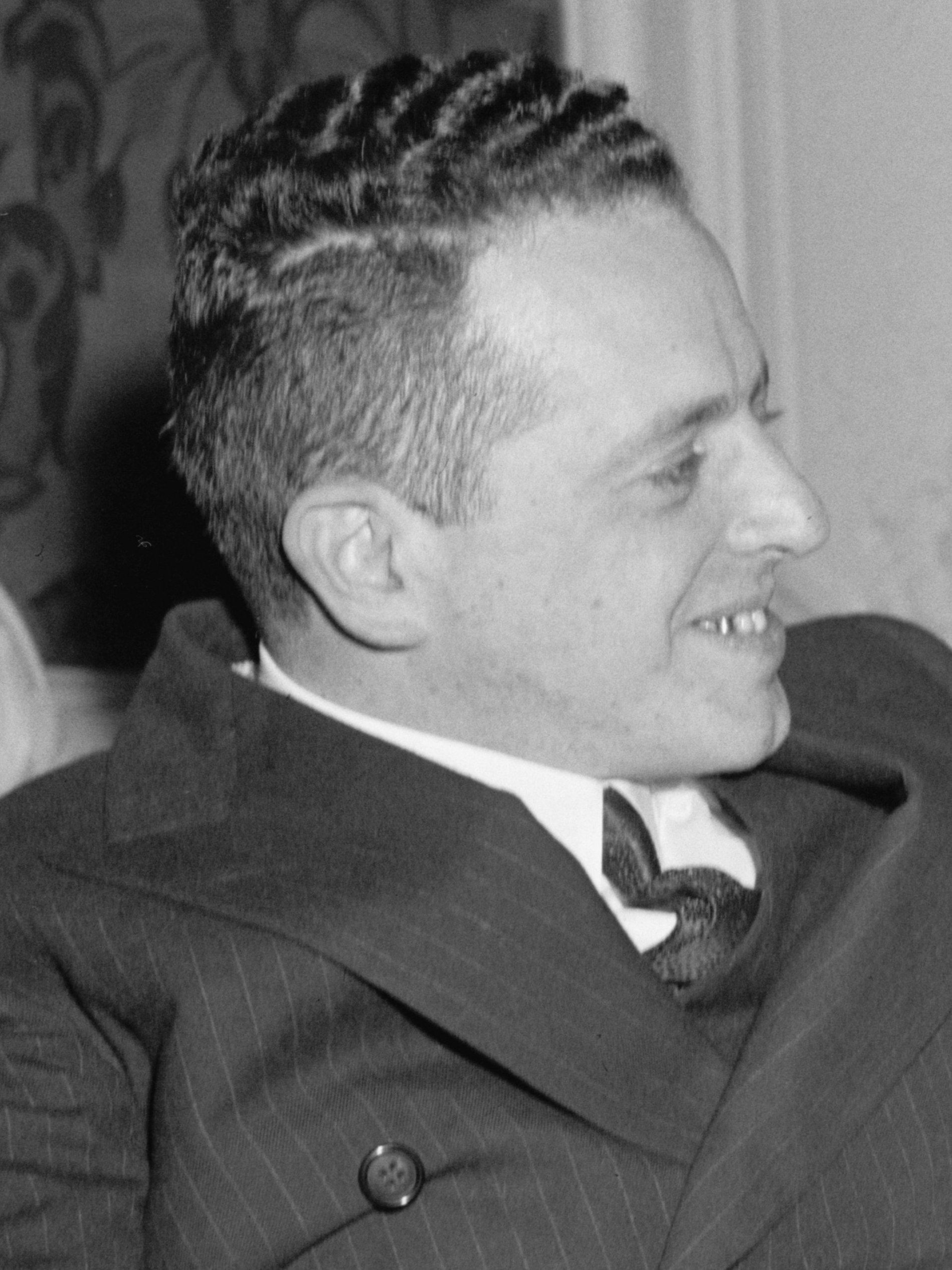

Konstantin Aleksandrowicz Umanski (ros. Константи́н Алекса́ндрович Ума́нский, ur. 14 maja 1902 w Mikołajowie, zm. 25 stycznia 1945 w Meksyku) – radziecki dyplomata.

## Życiorys
Od 1918 studiował w Uniwersytecie Moskiewskim, od 1919 członek RKP(b), od sierpnia do października 1922 pracownik centralnego aparatu Ludowego Komisariatu Spraw Zagranicznych RFSRR, 1922-1931 pracownik Rosyjskiej Agencji Telegraficznej/Agencji Telegraficznej ZSRR. Od 1931 zastępca kierownika, później kierownik Wydziału Prasy i Informacji Ludowego Komisariatu Spraw Zagranicznych ZSRR, 1936-1939 radca Ambasady ZSRR w USA, równocześnie od czerwca 1938 do maja 1939 chargé d'affaires ZSRR w USA, od 11 maja 1939 do 5 listopada 1941 pełnomocny przedstawiciel/ambasador nadzwyczajny i pełnomocny ZSRR w USA. Od listopada 1941 do maja 1943 członek Kolegium Ludowego Komisariatu Spraw Zagranicznych ZSRR, od 17 czerwca 1943 ambasador nadzwyczajny i pełnomocny ZSRR w Meksyku, równocześnie od 8 lipca 1944 ambasador nadzwyczajny i pełnomocny ZSRR w Kostaryce. Zginął w wypadku lotniczym w Meksyku. Pochowany na Cmentarzu Nowodziewiczym. Był odznaczony Orderem Czerwonego Sztandaru Pracy.